# Callichilia bequaertii
Callichilia bequaertii är en oleanderväxtart som beskrevs av De Wild.. Callichilia bequaertii ingår i släktet Callichilia och familjen oleanderväxter. Inga underarter finns listade i Catalogue of Life.